# Sitoo (ö i Finland)
Sitoo är en ö i Finland. Den ligger i sjön Lojo sjö och i kommunen Lojo i den ekonomiska regionen  Helsingfors  och landskapet Nyland, i den södra delen av landet, 50 km väster om huvudstaden Helsingfors. Öns area är 2,8 hektar och dess största längd är 360 meter i öst-västlig riktning.